# Campagna dell'Illinois
La campagna dell'Illinois, chiamata anche campagna nord-occidentale di Clark (1778-1779), fu una serie di eventi durante la guerra d'indipendenza americana in cui una piccola forza della milizia della Virginia guidata dal generale George Rogers Clark, catturò alcuni avamposti britannici situati nel Pays des Illinois, in quelli che sono adesso l'Illinois appunto e l'Indiana negli Stati Uniti d'America medio-occidentali.
Nel luglio 1778 Clark e i suoi uomini attraversarono il fiume Ohio dal Kentucky e presero il controllo di Kaskaskia, Vincennes e molti altri villaggi nel territorio britannico. L'occupazione fu compiuta senza sparare neanche un colpo perché molti Canadesi francesi e nativi americani abitanti, che convivevano pacificamente tra loro, erano riluttanti a prendere le armi per conto dell'Impero britannico. Per contrastare l'avanzata di Clark, Henry Hamilton, il vicegovernatore britannico di Fort Detroit, rioccupò Vincennes con una piccola forza. Nel febbraio 1779 Clark ritornò a Vincennes in una sorprendente spedizione invernale e riprese la città, catturando Hamilton nel processo. La Virginia capitalizzò il successo di Clark stabilendo la regione come la Contea dell'Illinois.
L'importanza della campagna dell'Illinois è stata oggetto di molte discussioni. Poiché i britannici cedettero l'intero Territorio del nord-ovest agli Stati Uniti nel trattato di Parigi (1783), alcuni storici hanno accreditato a Clark quasi il raddoppio delle dimensioni delle Tredici colonie originarie prendendo il controllo del Pays des Illinois durante la guerra. Per questa ragione Clark fu soprannominato il "Conquistatore del nord-ovest" e la campagna dell'Illinois, in particolare la sorprendente marcia su Vincennes, fu molto celebrata e romanticizzata. Altri storici invece hanno minimizzato l'importanza della campagna sostenendo che la "conquista" di Clark fu un'occupazione temporanea che non ebbe alcun impatto sui negoziati in Europa.
| Controllo di autorità | LCCN (EN) n85039388 · J9U (EN, HE) 987007523075005171 |